# (You Gotta) Fight for Your Right (To Party!)
«(You Gotta) Fight for Your Right (To Party!)» — песня группы Beastie Boys с их дебютного альбома 1986 года Licensed to Ill.
В 1987 году была издана отдельным синглом. Это был пятый сингл с вышеназванного альбома.
В 2014 году британский музыкальный журнал New Musical Express поместил песню «(You Gotta) Fight for Your Right (To Party!)» в исполнении группы Beastie Boys на 166-е место своего списка «500 величайших песен всех времён».
Кроме того, песня «(You Gotta) Fight for Your Right (to Party!)» в исполнении Beastie Boys входит в составленный Залом славы рок-н-ролла список 500 Songs That Shaped Rock and Roll.